# El pensador

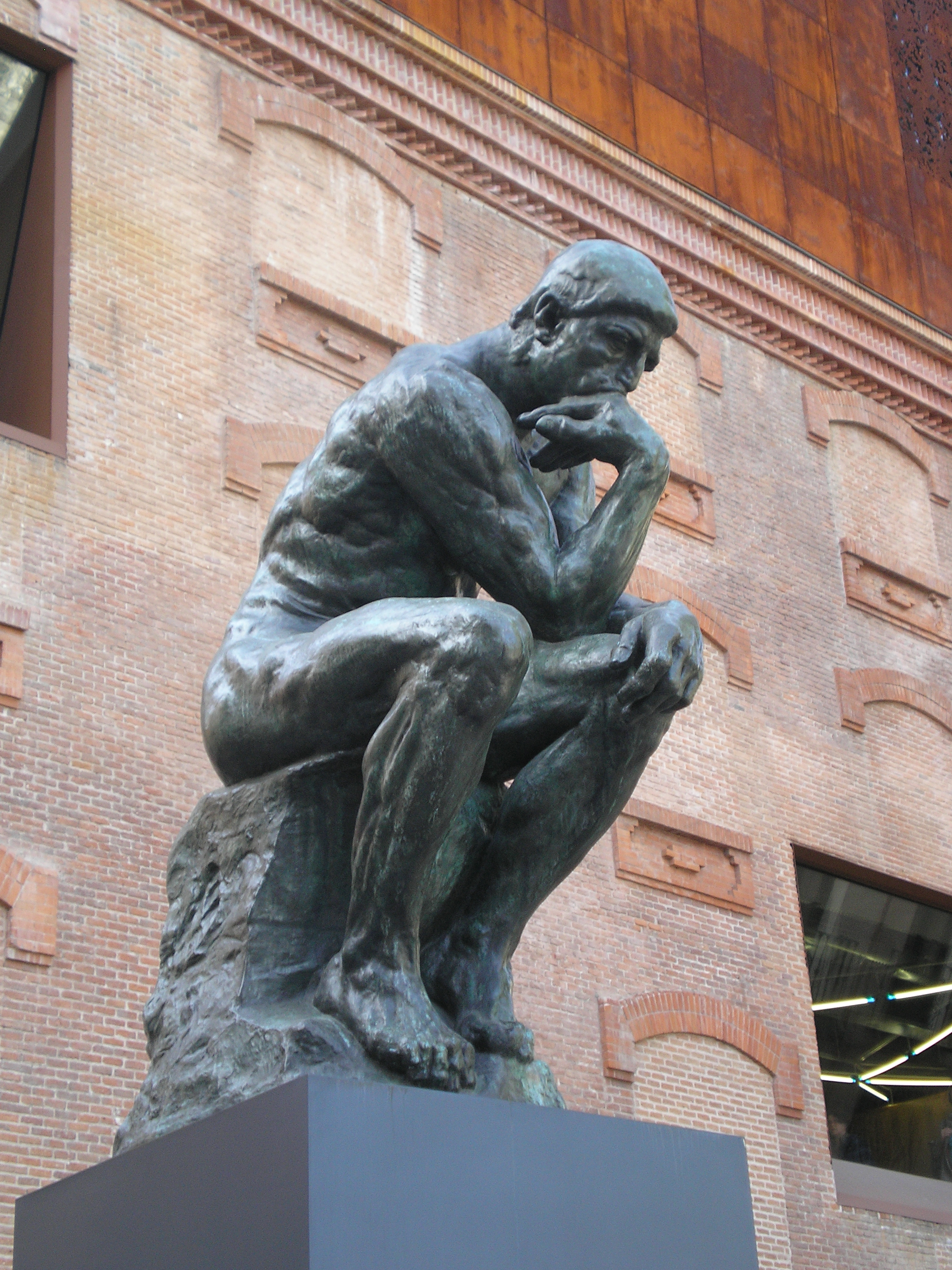
El Pensador en una exposición temporal en CaixaForum de Madrid.

El pensador (en francés Le Penseur) es una de las esculturas más famosas de Auguste Rodin. El escultor concibió esta pieza entre 1881 y 1882 para decorar el tímpano del conjunto escultórico La puerta del Infierno, encargado en 1880 por el Ministerio de Instrucción Pública y Bellas Artes de Francia. Esto serviría como entrada para el que sería el Museo de Artes Decorativas de París.

## Historia

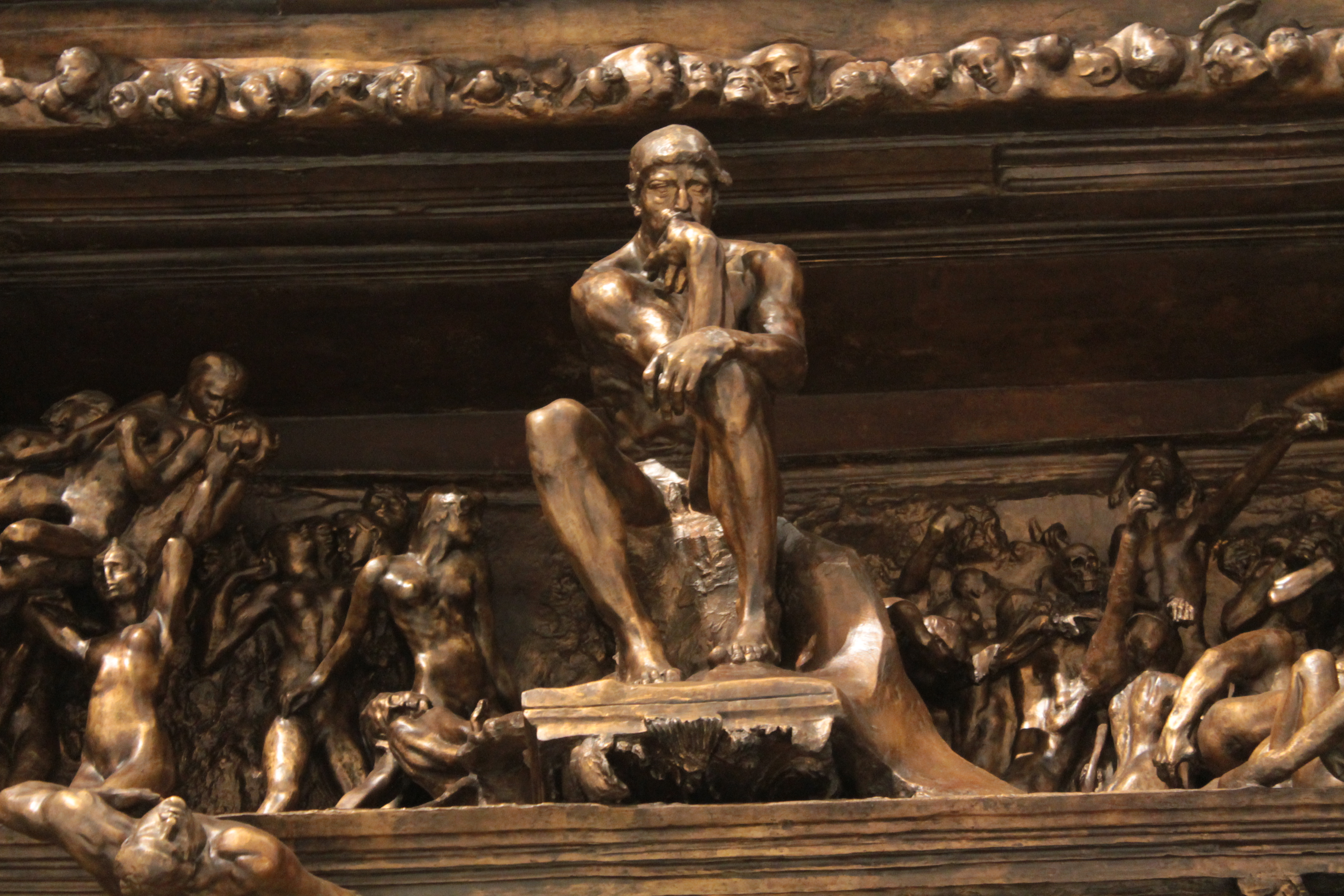
El Pensador en La puerta del Infierno expuesta en el Museo Soumaya.

La escultura recibió originalmente el nombre El poeta, ya que representaba al escritor italiano Dante Alighieri, autor de la Divina comedia, obra literaria que sirvió como una de las inspiraciones para la creación de La puerta del Infierno. En una carta enviada al crítico Marcel Adam, escribió:

El pensador tiene una historia. En los días pasados, concebí la idea de La puerta del Infierno. Al frente de la puerta, sentado en una roca, Dante pensando en el plan de su poema. Detrás de él, Ugolino, Francesca, Paolo, todos los personajes de la Divina comedia. Este proyecto no se realizó. Delgado, ascético, Dante separado del conjunto no hubiera tenido sentido. Guiado por mi primera inspiración concebí otro pensador, un hombre desnudo, sentado sobre una roca, sus pies dibujados debajo de él, su puño contra su mentón, él soñando. El pensamiento fértil se elabora lentamente por sí mismo dentro de su cerebro. No es más un soñador, es un creador.
Auguste Rodin

Según apunta el investigador François Blanchètiere[cita requerida], El poeta representa un cuerpo torturado y al mismo tiempo un hombre de espíritu libre decidido a trascender mediante la poesía. También de vocación dantesca, la obra personifica a Minos, juez de los infiernos que en la obra del italiano asignaba a los condenados a uno de los nueve círculos en función de sus pecados. 
El pensador pertenece al grupo de trabajos hechos entre 1880 y 1881, en donde la influencia de Miguel Ángel es particularmente fuerte; es indudable que Il Pensieroso y Jeremías de la Capilla Sixtina guardan semejanza con él.
Para la pose del personaje —con el codo derecho en la pierna izquierda— Rodin estudió Ugolino de Jean-Baptiste Carpeaux, mismo que fue realizado en 1862 y que pertenece a la colección del Museo de Orsay. En palabras de Octave Mirbeau, «su pose recuerda un poco la de El pensador de Miguel Ángel, Dante está sentado, con el torso echado hacia adelante y el brazo derecho en reposo sobre la pierna izquierda, lo que da al cuerpo un inexpresable movimiento trágico»; asimismo, se basó en la representación de Lorenzo de Médici sentado, pieza central de la capilla de los Médici, en la Basílica de San Lorenzo, en Florencia, Italia.  
En Copenhague presentó la escultura por primera vez con el título de El poeta, poco después de que el crítico de arte Léon Gauchez realizase un comentario a Rodin sobre la idea de una representación de Dante sin el característico atavío: «Un Dante desnudo es una herejía que lo priva de una antítesis admirable». Cuando la figura se exhibió con sus dimensiones originales en la exposición Monet-Rodin de la Galería George Petit en 1889, Rodin dejó de identificarla como Dante y la tituló El pensador; el poeta, fragmento de una puerta.
Rodin se refería de la siguiente forma al hecho de que El pensador pensara:

Lo que hace que mi pensador piense es que él piensa no solo con su cerebro, con su ceño fruncido, con sus fosas nasales distendidas y sus labios comprimidos, con cada músculo de sus brazos, espalda y piernas, con su puño apretado y sus dedos de los pies agarrados.
Auguste Rodin

Algunos comentaristas mencionan que El pensador ocupa en La puerta del Infierno una posición similar a las figuras sagradas de los portales góticos; por lo tanto, es un juez y al mismo tiempo un prisionero en el infierno. Es una proyección del escultor, del artista en general, que confronta a los críticos de su época y a los que también juzga.
En 1904, Gabriel Mourey, editor de la revista Les Arts de la Vie, mostró el trabajo escultórico de la ciudad de París y la fama de El pensador se extendió de una minoría interesada en cuestiones estéticas al público internacional. Gradualmente, Rodin se convirtió en un símbolo público de gran importancia. Mourey explicó por qué El pensador había sido seleccionado:

Elegimos este magnífico trabajo de entre todos los demás porque ya no es el poeta suspendido sobre los golfos del pecado y la expiación, aplastado por la piedad y el terror de la inflexibilidad de un dogma, ya no es el ser excepcional, el héroe; es nuestro hermano en sufrimiento, en curiosidad, en pensamiento, en alegría, la alegría amarga de ver y conocer; no es más un súper ser humano, un predestinado, es simplemente un hombre de todos los tiempos
Gabriel Mourey

El 21 de abril de 1906, El pensador fue instalado frente al Panteón de París y permaneció ahí hasta 1922, cuando fue trasladado al Museo Rodin.

## Fundiciones
La fundición es el proceso para producir una escultura en bronce a partir de los moldes y piezas genuinas de un artista. Rodin encargaba la fundición de sus piezas a casas fundidoras como Radier o Coubertin. La primera fundición de El pensador en bronce se efectuó en 1884, a solicitud del coleccionista y mecenas anglogriego Constantine Alexander Ionides. A diferencia de las maquetas que el artista realizó previamente, esta variante portaba un gorro frigio, símbolo del librepensamiento y que durante la Tercera República Francesa aludió a la democracia. Esta versión no se mostró durante la vida del autor. 
A finales de abril de 1884, Ionides escribió a Rodin: «Estoy pensando en colocar a su pensador en una mesa redonda en la sala de recepción, donde puede verse desde todos los ángulos». Esta fue la primera mención conocida de El pensador como título, que no llegó a ser oficial sino hasta 1889, cuando la obra se presentó como una pieza autónoma en la exposición conjunta con el pintor impresionista, Claude Monet en la Galería Georges Petit.
Alrededor de 1902, Rodin decidió agrandar la escultura y encargó a Henri Lebossé, quien era especializado en el uso del pantógrafo, realizarla con una altura de 180 cm. La obra se expuso en el Salón de París en 1904 con críticas favorables.
Al mismo tiempo que mantenía su ubicación en el conjunto monumental de La Puerta del Infierno, El pensador fue mostrado por separado, a partir de 1888, convirtiéndose de este modo en una obra autónoma. Agrandada en 1904, tomó una dimensión monumental que incrementó todavía más su popularidad.

## El pensadoren el mundo
Existen diversas fundiciones de El pensador alrededor del mundo; algunas han sido ampliadas del original y otras, de diferentes proporciones. Todas estas se conocen bajo el nombre de originales múltiples. Es posible encontrar algunas de ellas en los siguientes lugares:

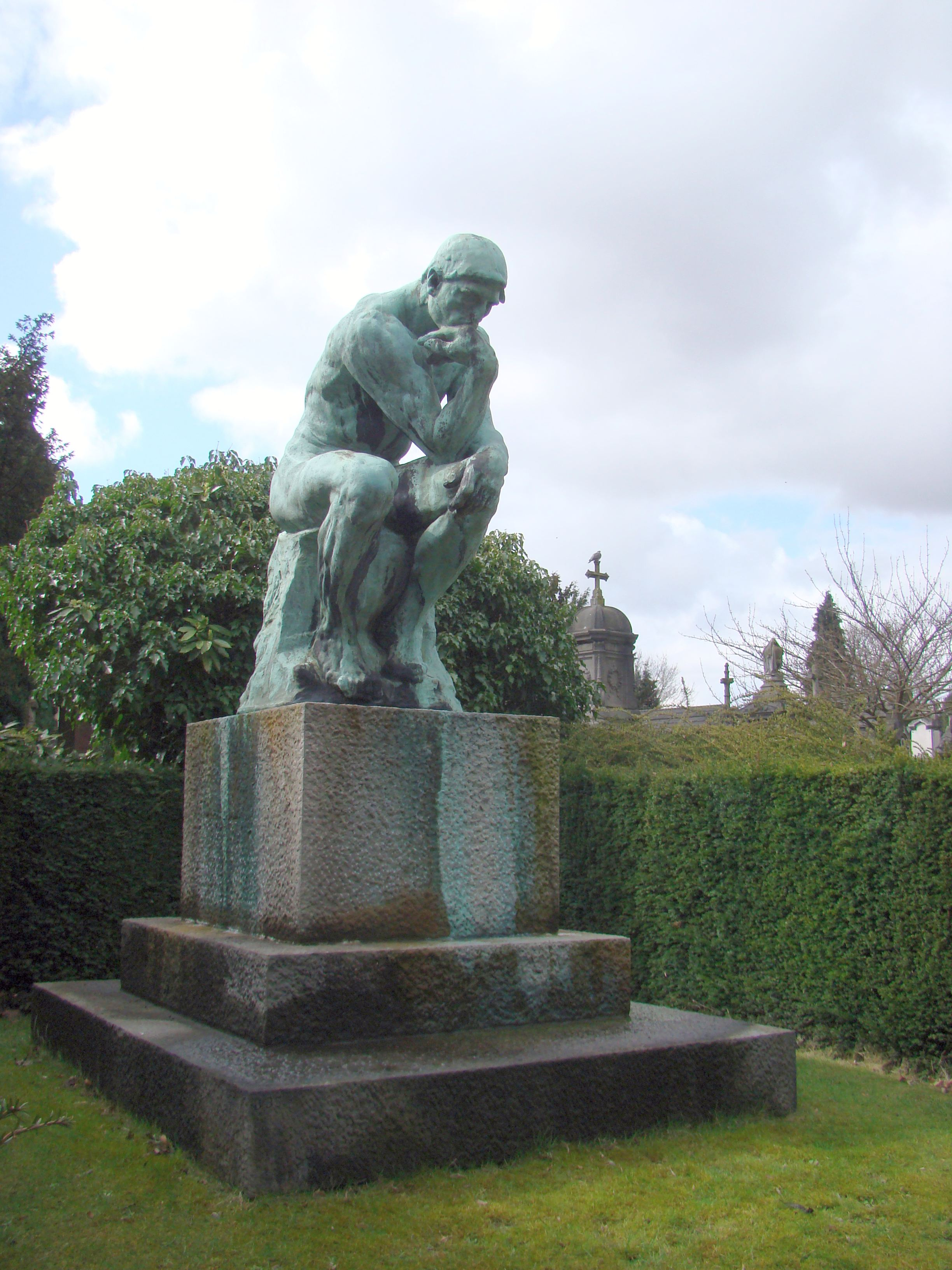
El pensador en el cementerio de Laeken

- Alte Nationalgalerie en Museumsinsel Berlín
- Cementerio Laeken, Bruselas
- Centro de Arte Cantor, Universidad de Stanford
- Fundación de Arte Norton Simon, Pasadena, California
- Gliptoteca Ny Carlsberg, Copenhague
- Instituto de Arte Alle R., Universidad de Louisville
- Instituto de Artes de Detroit
- Legión de Honor, San Francisco, California
- Museo Rodin de Filadelfia
- Museo Rodin de Meudon
- Museo Rodin de París
- Museo Nacional de Kioto
- Museo Nacional de Tokio
- Museo de Arte de Baltimore
- Museo Pushkin, Moscú
- Compañía Nacional de la Danza. San José, Costa Rica.
- Museo Soumaya. Fundación Carlos Slim, Ciudad de México
- Museo de la ciudad de Nagoya
- Museo Prins Eugenes Waldemarsudde, Estocolmo
- Museo de Arte de Cleveland
- Museo de Arte Nelson-Atkins, Kansas
- Museo de Arte Shizuoka Prefectural, Japón
- Plaza del Congreso, Buenos Aires
- Universidad de Columbia, Nueva York
- Museo Vaticano, Vaticano
- Congreso Nacional de Chile, Valparaíso, Chile
- Parque Borde Costero, Viña del Mar

Hay una versión de la obra literaria Las flores del mal de Charles Baudelaire ilustrada por Auguste Rodin entre 1887 y 1888; ahí muestra al Pensador en el poema Les Bijoux.

## Esculturas similares
Las representaciones repetitivas de individuos, tanto hombres como mujeres, se representan en forma física mientras se encuentran en proceso de contemplación o duelo. El pensador de Cernavodă, Rumania, una escultura de terracota, y su contraparte femenina, La mujer sentada, son notables obras de arte de la era del Calcolítico. La cultura Hamangia produjo estas notables esculturas, y se cree que el Pensador es la escultura prehistórica más antigua que transmite la autorreflexión humana en lugar de los temas artísticos habituales de caza o fertilidad.En el Santuario de Artemis Ortia (Esparta, Grecia) se descubrió una pequeña escultura esquemática de bronce que representa a un pensador, datada a finales del siglo VIII a. C.El descubrimiento del Spong hombre, que es la escultura anglosajona más antigua conocida de una persona por un peruano, se hizo al otro lado de Europa. Se cree que la escultura tiene cinco milenios de antigüedad. Toma la forma de una figura sentada en la tapa de cerámica de una urna de cremación, que se asemeja a una figura humana.
Mil años después, Miguelangel creó la tumba de Lorenzo de Medici, que se encuentra en la Basílica de San Lorenzo en Florencia, Italia. La tumba es una obra maestra escultórica y fue encargada por el Papa Clemente VII para honrar la memoria de Lorenzo de Medici, miembro de la poderosa familia Medici de Florencia. La tumba se considera una de las mejores piezas escultóricas de Miguel Ángel y fue creada en el estilo manierista del último Renacimiento. La tumba tiene una gran base rectangular, que está decorada con relieves complejos y dos esculturas, Atardecer y Amanecer, que representan el ciclo de la vida. La figura central de la tumba es una escultura de Lorenzo de Medici, que se representa como un pensador con el rostro en la sombra y un codo apoyado en una caja registradora con una figura contemplativa igualmente musculosa con una mano en la barbilla, aunque la figura está sentada en lugar de estar de pie como "El pensador" de Rodin. La tumba también incluye dos figuras reclinadas en el sarcófago, que se cree que representan el día y la noche.

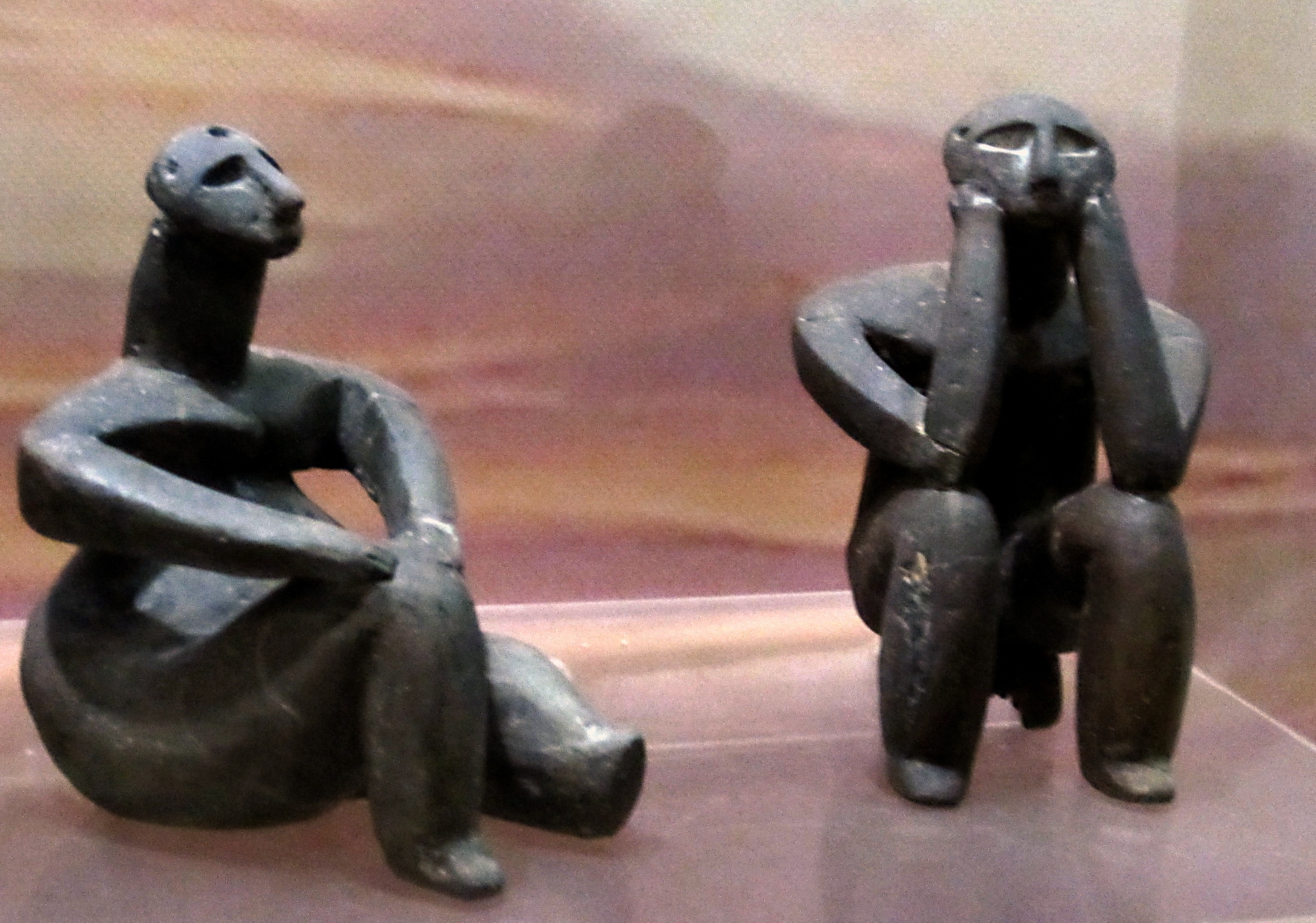
El pensador y La mujer sentada.
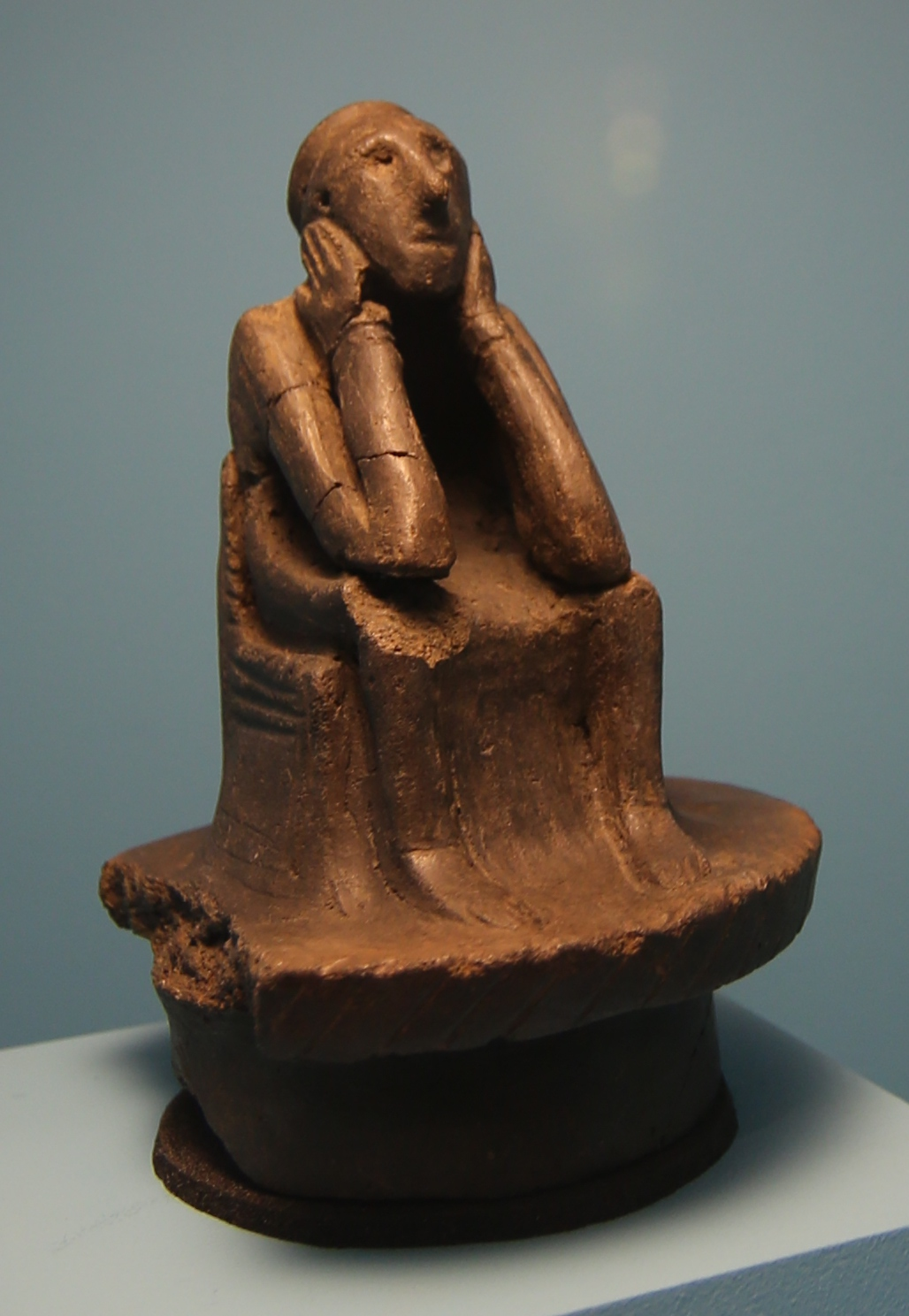
Поклопац Спонг Ман у Mузеју и уметничкој галерији замка Норвич
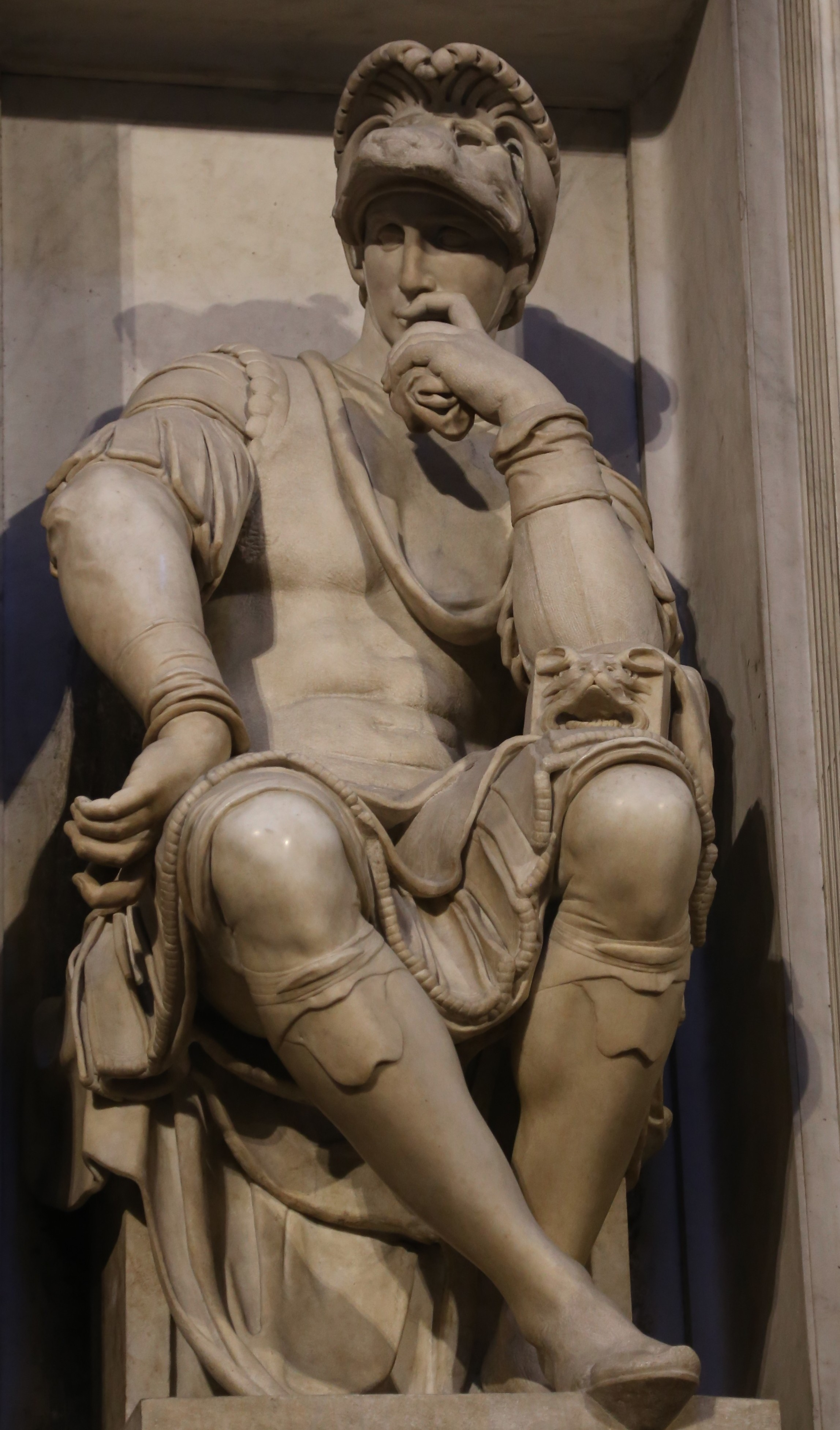
Лоренцо де Медичи, por Miguelangel en la Capilla Medici, Florencia
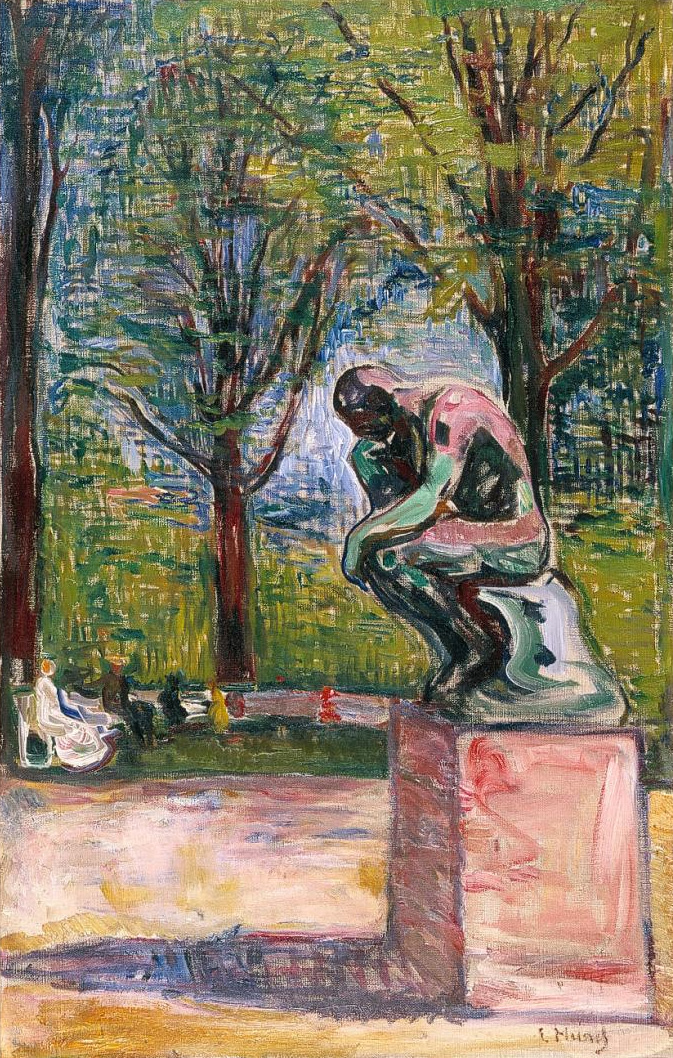
Роденов Мислилац (у парку виле Линдеше са породицом у позадини) Edvard Munch

## Galería
|                                                            |
| El pensador, de Auguste Rodin, en el Museo Rodin, en París |

|                                                                             |
| El pensador, en bronce y erigida frente al Congreso de la Nación Argentina. |

|                                                   |
| El pensador, Museo Soumaya en la Ciudad de México |